# Maja Krzewicka
Maja Krzewicka (ur. 12 marca 1993 w Kutnie) – polska tenisistka stołowa.
Karierę sportową rozpoczęła w wieku 5 lat. Od tamtej pory zdobyła ponad 20 medali Mistrzostw Polski we wszystkich kategoriach wiekowych. Wieloletnia członkini kadry narodowej juniorek oraz seniorek. W najwyższej klasie rozgrywkowej w kobiecym tenisie stołowym (Ekstraklasa Kobiet) zadebiutowała w wieku 16 lat, w drużynie KS GORCE Nowy Targ (pojedynek z Natalią Bąk). W wieku 7 lat, w barwach WLPUKS NADWIŚLANIN Słubice, wystąpiła w I lidze kobiet. Obecnie reprezentuje barwy UKS CHROBRY Międzyzdroje.

## Pozostałe osiągnięcia
- I miejsce w Międzynarodowych Mistrzostwach Luksemburga 2007
- srebrna medalistka Polish Youth Open w grze deblowej kadetek (Cetniewo 2008)
- srebrna medalistka Polish Youth Open i grze drużynowej kadetek (Cetniewo 2008)
- awans do Ekstraklasy Kobiet z drużyną KS Gorce Nowy Targ (III miejsce w indywidualnym rankingu PZTS I ligi kobiet)
- brązowa medalistka German Junior Open 2010 w grze drużynowej,
- brązowa medalistka Hungarian Junior Open 2010 w grze drużynowej (K. Kusińska, M. Szczerkowska, M. Krzewicka)
- udział w Mistrzostwach Świata Juniorów (Bratysława 2010)
- złota medalistka Hungarian Junior Open 2011 w grze drużynowej (K. Kusińska, K. Ślifirczyk, M. Krzewicka, K. Nowocin)
- brązowa medalistka Swedish Junior Open 2011 w grze podwójnej (A. Urbańczyk)
- udział w Mistrzostwach Europy Juniorek (Kazań 2011)
- brązowy medal w VII Igrzyskach Frankofonii w turnieju drużynowym - Nicea, 2013 (M. Bańkosz)
- brązowy medal w VII Igrzyskach Frankofonii w grze mieszanej - Nicea, 2013 (M. Bańkosz)
- najlepsza zawodniczka w rankingu indywidualnym I ligi kobiet po sezonie 2017/2018 (33 zwycięstwa, 3 porażki)